# Paray-le-Frésil
Paray-le-Frésil è un comune francese di 382 abitanti situato nel dipartimento dell'Allier della regione dell'Alvernia-Rodano-Alpi.

## Storia

### Simboli
Lo stemma è stato adottato dal 2024. La prima partizione riprende l'emblema del Borbonese; le spighe di grano rappresentano l'agricoltura, la penna d'oca lo scrittore Georges Simenon che qui visse tra il 1923 e il 1924. Lo scudo è circondato da due rami di quercia, simbolo della foresta locale.

## Società

### Evoluzione demografica
Abitanti censiti